# Giovanni Di Lorenzo
Giovanni Di Lorenzo (sinh ngày 4 tháng 8 năm 1993) là một cầu thủ bóng đá chuyên nghiệp người Ý hiện đang thi đấu ở vị trí hậu vệ phải cho đội tuyển bóng đá quốc gia Ý và là đội trưởng của câu lạc bộ Serie A Napoli.

## Sự nghiệp câu lạc bộ

### Khởi đầu sự nghiệp với Reggina và bị cho mượn tại Cuneo
Di Lorenzo bắt đầu sự nghiệp của mình tại hệ thống đào tạo trẻ của Reggina vào năm 2009. Vào ngày 29 tháng 5 năm 2011, anh có trận đấu ra mắt ở cấp độ chuyên nghiệp tại Serie B cho Sassuolo. Anh trải qua mùa giải 2012–13 dưới dạng cho mượn tại giải đấu Lega Pro Prima Divisione trong màu áo Cuneo, có 27 lần ra sân và thu hút sự chú ý của công chúng nhờ những màn trình diễn đầy triển vọng của mình.

### Matera và Empoli
Từ năm 2015 đến 2017, Di Lorenzo chơi cho Matera, có tổng cộng 58 lần ra sân và ghi được 3 bàn thắng.
Di Lorenzo được Empoli ký hợp đồng vào tháng 8 năm 2017. Sau khi giúp đội bóng thăng hạng Serie A, anh đã có trận ra mắt tại giải đấu hàng đầu nước Ý vào ngày 19 tháng 8 năm 2018 gặp Cagliari. Trong trận đấu lượt về gặp lại đối thủ này, anh đã ghi bàn thắng đầu tiên tại Serie A.

### Napoli
Vào ngày 7 tháng 6 năm 2019, Di Lorenzo gia nhập SSC Napoli với giá 8 triệu euro. Trong năm đầu tiên tại Napoli, Di Lorenzo đã trở thành cầu thủ đá chính, giúp đội bóng cán đich vị trí thứ 7 tại Serie A và cùng đội giành chiến thắng trước Juventus trong trận Chung kết Coppa Italia. Napoli cũng lọt vào vòng 1/8 tại Champions League, trong đó Di Lorenzo có được 2 pha kiến tạo và chơi tất cả các trận. Trong năm thứ hai của mình tại câu lạc bộ, anh đã đưa đội vào vòng 1/16 tại Europa League, tuy vậy, họ đã để thua Granada với tổng tỷ số 3-2. Napoli cũng đứng thứ 5 trên BXH. Di Lorenzo đã ghi 7 bàn cho Napoli ở Cúp Liên đoàn và giải quốc nội.
Vào ngày 15 tháng 7 năm 2020, hậu vệ phải này được cho là sẽ chuyển đến Manchester United, nhưng thay vào đó anh đã chọn ký hợp đồng 5 năm với Napoli, ở lại câu lạc bộ cho đến năm 2026.

## Sự nghiệp quốc tế
Di Lorenzo đã từng chơi cho U-20 và U-21 Ý.
Vào ngày 14 tháng 8 năm 2013, Di Lorenzo đã có trận ra mắt đội tuyển quốc gia U21 Ý dưới sự dẫn dắt của huấn luyện viên kiêm cựu cầu thủ bóng đá Ý Luigi Di Biagio trong một trận giao hữu với Slovakia mà Ý đã giành chiến thắng 4–1.
Anh ấy đã có trận ra mắt cho đội tuyển quốc gia vào ngày 15 tháng 10 năm 2019, đá chính trong chiến thắng 5–0 trước Liechtenstein, trong trận đấu thuộc vòng loại UEFA Euro 2020.
Vào tháng 6 năm 2021, anh được HLV Roberto Mancini đưa vào danh sách 26 cầu thủ của Italia tham dự VCK Euro 2020. Sau khi đánh bại Bỉ vào ngày 2 tháng 7, Di Lorenzo đã trở nên nổi tiếng khi ăn mừng chiến thắng bằng cách cởi quần đùi và chạy vòng quanh mà chỉ mặc mỗi quần sịp. Vào ngày 11 tháng 7, Di Lorenzo đã giành chức vô địch châu Âu với Ý sau chiến thắng 3–2 trong loạt sút luân lưu trước Anh tại sân vận động Wembley trong trận chung kết sau khi hòa 1–1 trong hiệp phụ. Trong trận chung kết, Di Lorenzo đã chơi toàn bộ trận đấu.
Vào ngày 8 tháng 9, Di Lorenzo ghi bàn thắng đầu tiên cho đội tuyển quốc gia Ý khi ghi bàn thắng cuối cùng trong chiến thắng 5–0 trên sân nhà trước Lithuania tại vòng loại FIFA World Cup 2022. Anh cũng đã đóng góp vào bàn thắng đầu tiên của Giacomo Raspadori cho Ý.

## Đời tư
Di Lorenzo sinh ra tại Castelnuovo di Garfagnana.

## Thống kê sự nghiệp

### Câu lạc bộ
Tính đến 21 tháng 11 năm 2021
| Câu lạc bộ     | Mùa giải       | Giải đấu       | Giải đấu | Giải đấu | Cúp  | Cúp | Cúp châu Âu | Cúp châu Âu | Khác | Khác | Tổng | Tổng |
| Câu lạc bộ     | Mùa giải       | Hạng đấu       | Trận     | Bàn      | Trận | Bàn | Trận        | Bàn         | Trận | Bàn  | Trận | Bàn  |
| -------------- | -------------- | -------------- | -------- | -------- | ---- | --- | ----------- | ----------- | ---- | ---- | ---- | ---- |
| Reggina        | 2010–11        | Serie B        | 1        | 0        | –    | –   | –           | –           | –    | –    | 1    | 0    |
| Reggina        | 2011–12        | Serie B        | 1        | 0        | –    | –   | –           | –           | –    | –    | 1    | 0    |
| Cuneo (mượn)   | 2012–13        | Lega Pro       | 27       | 0        | –    | –   | –           | –           | 1    | 0    | 28   | 0    |
| Reggina        | 2013–14        | Serie B        | 20       | 0        | –    | –   | –           | –           | –    | –    | 20   | 0    |
| Reggina        | 2014–15        | Lega Pro       | 36       | 0        | 2    | 0   | –           | –           | 2    | 0    | 40   | 0    |
| Reggina        | Tổng           | Tổng           | 58       | 0        | 2    | 0   | –           | –           | 2    | 0    | 62   | 0    |
| Matera         | 2015–16        | Lega Pro       | 33       | 2        | 1    | 0   | –           | –           | –    | –    | 34   | 2    |
| Matera         | 2016–17        | Lega Pro       | 24       | 1        | 7    | 0   | –           | –           | 2    | 1    | 33   | 2    |
| Matera         | 2017–18        | Lega Pro       | 1        | 0        | 2    | 0   | –           | –           | –    | –    | 3    | 0    |
| Matera         | Tổng           | Tổng           | 58       | 3        | 10   | 0   | –           | –           | 2    | 1    | 70   | 4    |
| Empoli         | 2017–18        | Serie B        | 36       | 1        | 0    | 0   | –           | –           | –    | –    | 36   | 1    |
| Empoli         | 2018–19        | Serie A        | 37       | 5        | 1    | 0   | –           | –           | –    | –    | 38   | 5    |
| Empoli         | Tổng           | Tổng           | 73       | 6        | 1    | 0   | –           | –           | –    | –    | 74   | 6    |
| Napoli         | 2019–20        | Serie A        | 33       | 3        | 5    | 0   | 8           | 0           | –    | –    | 46   | 3    |
| Napoli         | 2020–21        | Serie A        | 36       | 3        | 4    | 1   | 8           | 0           | 1    | 0    | 49   | 4    |
| Napoli         | 2021–22        | Serie A        | 13       | 1        | 0    | 0   | 4           | 0           | –    | –    | 17   | 1    |
| Napoli         | Tổng           | Tổng           | 82       | 7        | 9    | 1   | 20          | 0           | 1    | 0    | 112  | 8    |
| Tổng sự nghiệp | Tổng sự nghiệp | Tổng sự nghiệp | 298      | 16       | 22   | 1   | 20          | 0           | 6    | 1    | 346  | 18   |

### Quốc tế
Tính đến 24 tháng 3 năm 2024
| Đội  | Năm  | Trận | Bàn |
| ---- | ---- | ---- | --- |
| Ý    | 2019 | 2    | 0   |
| Ý    | 2020 | 3    | 0   |
| Ý    | 2021 | 14   | 2   |
| Ý    | 2022 | 6    | 1   |
| Ý    | 2023 | 8    | 0   |
| Ý    | 2024 | 1    | 0   |
| Tổng | Tổng | 34   | 3   |

Số bàn thắng của Ý đứng trước, cột tỉ số cho biết tỉ số sau bàn thắng của Di Lorenzo.
| Số thứ tự | Ngày              | Nơi diễn ra                                  | Cap | Đối thủ | Tỉ số | Kết quả | Giải đấu                      |
| --------- | ----------------- | -------------------------------------------- | --- | ------- | ----- | ------- | ----------------------------- |
| 1         | 8 tháng 11, 2021  | Stadio Città del Tricolore, Reggio Emilia, Ý | 15  | Litva   | 5–0   | 5–0     | Vòng loại FIFA World Cup 2022 |
| 2         | 12 tháng 11, 2021 | Sân vận động Olimpico, Roma, Ý               | 18  | Thụy Sĩ | 1–1   | 1–1     | Vòng loại FIFA World Cup 2022 |
| 3         | 16 tháng 11, 2022 | Arena Kombëtare, Tirana, Albania             | 24  | Albania | 1–1   | 3–1     | Giao hữu                      |

## Danh hiệu
Empoli
- Serie B: 2017–18

Napoli
- Serie A: 2022–23[22]
- Coppa Italia: 2019–20[23]

Đội tuyển Ý
- Giải vô địch bóng đá châu Âu: 2020[15]
- UEFA Nations League Hạng ba: 2020–21, UEFA Nations League 2022–23[24]